# Christian Jacq
Christian Jacq (Parigi, 28 aprile 1947) è uno scrittore, egittologo e saggista francese.
Ha scritto numerosi libri e romanzi sull'antico Egitto, spesso incentrati sulla figura di Ramses II, faraone che Christian Jacq ammira molto.

## Biografia
Nato a Parigi, a 13 anni ha scoperto la passione per l'Antico Egitto leggendo L'histoire de la civilisation de l'Egypte ancienne dello storico Jacques Pirenne, che in qualche modo lo ispirò anche nella stesura del suo primo libro. All'età di 18 anni aveva già scritto 8 libri, ma il suo successo commerciale arrivò nel 1987 con Champollion the Egyptian in Francia.
Le sue opere sull'Antico Egitto, non sempre basate su episodi veri, sono firmate col nome dello scrittore oppure con pseudonimi, come J. B. Livingstone e Christopher Carter. Nel 1995, grazie alla saga Ramses composta da 5 libri, ha registrato un trionfo internazionale, dato che la serie è stata pubblicata e tradotta in oltre 25 stati. Ogni libro di questa saga si occupa di un aspetto della vita conosciuta di Ramses II.
Ha affrontato anche altri temi, scrivendo inoltre romanzi gialli e libri per ragazzi.
In possesso di un dottorato di studi sull'Antico Egitto conseguito alla Sorbonne, ha fondato con sua moglie, che ha sposato a soli 17 anni, l'istituto Ramses, col quale si propone di creare un archivio fotografico dei siti archeologici egiziani.
Entrato in massoneria nella loggia Goethe di Rito scozzese antico ed accettato e appartenente alla Gran Loggia di Francia, dopo esserne divenuto il maestro venerabile ne ha fatto una loggia "selvaggia", cioè non appartenente ad un'obbedienza o organizzazione riconosciuta, e ne ha cambiato il rito con uno egizio di sua personale invenzione, il che gli ha valso l'accusa di aver fondato una setta, accusa che lo ha spinto nel 1997 a lasciare la regione di Aix-en-Provence in Francia, dove abitava negli anni 1990, per domiciliarsi a Blonay cantone Vaud in Svizzera, venendo a questo punto sospettato di aver scelto di andare a vivere nel paese elvetico per ragioni fiscali.

## Opere

### Romanzi

#### SerieLe indagini dell'ispettore Higgins
Originariamente la serie è stata pubblicata con il titolo Les Dossiers de Scotland Yard (I dossiers di Scotland Yard), firmata con lo pseudonimo di J. B. Livingstone:
1. Delitto al British Museum [Meurtre au British Museum], Dall'Oglio, 1985  [1984].
2. Il segreto di Mac Gordon [Le Secret des Mac Gordon], Dall'Oglio, 1985.
3. Assassinio a Lindenbourne [Crime à Lindenbourne], Dall'Oglio, 1986  [1985].
4. L'assassinio della Torre di Londra [L'assassin de la Tour de Londres], Dall'Oglio, 1986.
5. I tre delitti di Natale [Les Trois Crimes de Noël], Dall'Oglio, 1987  [1986].
6. Delitto a Cambridge [Meurtre à Cambridge], Dall'Oglio, 1988  [1987].
7. Assassinio tra i druidi [Meurtre chez les druides], Dall'Oglio, 1988  [1987].
8. Omicidio a quattro mani [Meurtre à quatre mains], Dall'Oglio, 1988.
9. Il mistero di Kensington [Le Mystère de Kensington], Dall'Oglio, 1989  [1988].
10. Chi ha ucciso sir Charles? [Qui a tué Sir Charles?], Dall'Oglio, 1990  [1989].
11. Delitti a Le Touquet [Meurtres au Touquet], Dall'Oglio, 1990  [1989].
12. Il ritorno di Jack Lo Squartatore [Le Retour de Jack l'Éventreur], TEA, 1997  [1989].
13. Indagine in casa editrice [Meurtre chez un éditeur], TEA, 2004  [1990].
14. Higgins indaga [Higgins mène l'enquête], TEA, 1997  [1990].
15. Assassinio nella vecchia Nizza [Meurtre dans le vieux Nice], Dall'Oglio, 1991  [1990].
16. Quattro donne per un delitto [Quatre femmes pour un meurtre], Dall'Oglio, 1991  [1990].
17. Scomparsi a Loch Ness [Les Disparus du Loch Ness], TEA, 2001  [1991].
18. Il mistero della camera oscura [Le Secret de la chambre noire], TEA, 1996  [1991].
19. Delitto al festival di Cannes [Crime au festival de Cannes], TEA, 1999  [1992].
20. L'orologiaio di Buckingham [L'Horloger de Buckingham], TEA, 2005  [1992].
21. La maledizione del templare [La Malédiction du Templier], TEA, 2003  [1993].
22. Delitto al circolo del golf [L'Assassin du golf], TEA, 2006  [1995].

Dal 2011 è iniziata una riedizione generale della serie con il titolo Les Enquêtes de l'inspecteur Higgins (Le indagini dell'ispettore Higgins), firmata Christian Jacq:
1. (FR) Le crime de la momie, 2011. (riedizione di Delitto al British Museum, Meurtre au British Museum, 1984)
2. (FR) L'assassin de la Tour de Londres, 2011. (riedizione de L'assassinio della Torre di Londra, L'assassin de la Tour de Londres, 1986)
3. (FR) Les trois crimes de Noël, 2011. (riedizione de I tre delitti di Natale, Les Trois Crimes de Noël, 1986)
4. (FR) Le profil de l'assassin, 2011.
5. (FR) Meurtre sur invitation, 2012.
6. (FR) Crime academy, 2012.
7. (FR) L'énigme du pendu, 2012. (riedizione di Higgins indaga, Higgins mène l'enquête, 1990)
8. (FR) Mourir pour Léonard, 2013.
9. (FR) Qui a tué l'astrologue?, 2013. (riedizione di Chi ha ucciso sir Charles?, Qui a tué Sir Charles?, 1989)
10. (FR) Le crime de Confucius, 2013.
11. Il segreto di Mac Gordon [Le Secret des Mac Gordon], traduzione di Marcella Rostagny Maggio, TEA, 2017  [2013], ISBN 978-88-502-4720-2. (riedizione de Il segreto di Mac Gordon, Le Secret des Mac Gordon, 1985)
12. (FR) L'assassin du Pôle Nord, 2014.
13. (FR) La disparue de Cambridge, 2014. (riedizione di Delitto a Cambridge, Meurtre à Cambridge, 1987)
14. (FR) La vengeance d'Anubis, 2014.
15. (FR) L'assassin de Don Juan, 2014.
16. (FR) Crime dans la Vallée des Rois, 2015.
17. (FR) Un assassin au Touquet, 2015. (riedizione di Delitti a Le Touquet, Meurtres au Touquet, 1989)
18. (FR) Le crime du Sphinx, 2016.
19. (FR) Le tueur du vendredi 13, 2016.
20. (FR) Justice est faite, 2016.
21. Assassinio tra i druidi [Assassinat chez les druides], traduzione di Marcella Rostagny Maggio, TEA, 2017  [2016], ISBN 978-88-502-4719-6. (riedizione)
22. La maledizione di Tutankhamon [La Malédiction de Toutânkhamon], traduzione di Alessandro Zabini, TEA, 2017  [2016], ISBN 978-88-502-4640-3.
23. (FR) L'école du crime, 2017.
24. (FR) Le démon de Kensington, 2017.
25. (FR) L'aiguille de Cléopâtre, 2017.
26. (FR) Brexit Oblige, 2017.
27. (FR) Crime sur le lac Léman, 2018.
28. (FR) Comédien, assassin?, 2018.
29. (FR) Sauvez la reine!, 2018.
30. (FR) L'énigme XXL, 2018.
31. (FR) Le marchand de sable, 2019.
32. (FR) Jack l'Éventreur: le retour, 2019.
33. (FR) Un crime pour l'éternité, 2019.
34. (FR) Les sept merveilles du crime, 2019.
35. (FR) Crime niçois, 2020.
36. (FR) L'empreinte carbone, 2020.
37. (FR) Que le Diable l'Emporte, 2020.
38. (FR) Les trois crimes de Noël, 2020.
39. (FR) L'ennemi invisible, 2021.
40. (FR) Le crime d'une nuit d'été, 2021.
41. (FR) La Masque de l'Assassin, 2021.
42. (FR) Le Noël de l'assassin, 2021.
43. (FR) Drones, les ailes du crime, 2021.
44. (FR) La couronne du crime, 2022.
45. (FR) Crime bordelais, 2022.
46. (FR) La Messe de l'assassin, 2022.
47. (FR) L'Assassin augmenté, 2023.
48. (FR) Le mystère de la chambre noire, 2023.
49. (FR) Les Larmes d'Isis, 2023.
50. (FR) La Dame à la licorne, 2023.
51. (FR) Crime Connecte, 2024.
52. (FR) Crime à quatre mains, 2024.
53. (FR) Crime à l'italienne, 2024.
54. (FR) Murder Society, 2024.
55. (FR) La mémorie de l'eau, 2025.
56. (FR) Palme criminelle à Cannes, 2025.
57. (FR) Le yoga de l'assassin, 2025.
58. (FR) Parfum de crime, 2025.

#### SerieIl romanzo di Kheops
1. L'inferno del giudice [La Pyramide assassinée], traduzione di Francesco Saba Sardi, Arnoldo Mondadori Editore, 1998  [1993], ISBN 978-88-04-45276-8.
2. Il testamento degli dei [La Loi du désert], traduzione di Patricia Chendi, Mondadori, 1998  [1993], ISBN 978-88-04-45285-0.
3. Il ladro di ombre [La Justice du vizir], traduzione di Francesco Saba Sardi, Mondadori, 1998  [1994], ISBN 978-88-04-45286-7.

#### SerieIl grande romanzo di Ramses
1. Il figlio della luce [Le Fils de la lumière], traduzione di Francesco Saba Sardi, Mondadori, 1997  [1995], ISBN 978-88-04-43030-8.
2. La dimora millenaria [Le Temple des millions d'années], traduzione di Maria Pia Tosti Croce, Mondadori, 1997  [1996], ISBN 978-88-04-43247-0.
3. La battaglia di Qadesh [La Bataille de Kadesh], traduzione di Francesco Saba Sardi, Mondadori, 1997  [1996], ISBN 978-88-04-43581-5.
4. La regina di Abu Simbel [La Dame d'Abou Simbel], traduzione di Francesco Saba Sardi, Mondadori, 1998  [1996], ISBN 978-88-04-43795-6.
5. L'ultimo nemico [Sous l'acacia d'Occident], traduzione di Francesco Saba Sardi, Mondadori, 1998  [1996], ISBN 978-88-04-44812-9.

#### SerieLe inchieste di lord Percival
(scritti con lo pseudonimo di Christopher Carter)
- L'ultimo mistero di Agatha Christie [Le Dernier Crime d'Agatha Christie], traduzione di Francesco Saba Sardi, Mondadori (Il Giallo Mondadori n. 2632), 1998.
- Delitto al gran premio [Le Cheval du crime], Mondadori (Il Giallo Mondadori n. 2653), 1999  [1998].

#### SerieIl segreto della pietra di luce
1. Nefer [Néfer le silencieux], traduzione di Laura Serra, Mondadori, 2000, ISBN 978-88-04-49122-4.
2. Claire [La Femme sage], traduzione di Mario Morelli, Mondadori, 2000, ISBN 978-88-04-48298-7.
3. Paneb [Paneb l'ardent], traduzione di Laura Serra, Mondadori, 2000, ISBN 978-88-04-48296-3.
4. Maat [La Place de vérité], traduzione di Mario Morelli, Mondadori, 2000, ISBN 978-88-04-49924-4.

#### SerieLa regina Libertà
1. L'impero delle tenebre [L'Empire des ténèbres], traduzione di Cristiana Latini, Corriere della Sera, 2004  [2002].
2. La guerra delle corone [La Guerre des couronnes], traduzione di Maddalena Mendolicchio, Corriere della Sera, 2004  [2002].
3. La spada di luce [L'Épée flamboyante], traduzione di Maddalena Mendolicchio e Nicolina Pomilio, Corriere della Sera, 2004  [2002], ISBN 978-0-7434-8050-5.

#### SerieI misteri di Osiride
1. L'albero della vita [L'Arbre de vie], traduzione di Maddalena Mendolicchio e Sara Arena, Corriere della Sera, 2004  [2003].
2. La cospirazione del male [La Conspiration du mal], traduzione di Cristiana Latini e Chiara Santoriello, Corriere della Sera, 2004  [2003].
3. Il cammino di fuoco [Le Chemin de feu], traduzione di Valeria Fucci e Nicolina Pomilio, Corriere della Sera, 2004.
4. Il grande segreto [Le Grand Secret], traduzione di Giorgia Cappelli ed Elisabetta Ercolini, Corriere della Sera, 2004.

#### SerieIl romanzo di Mozart
1. Il maestro segreto [Le Grand Magicien], traduzione di Federica Niola, Cairo Editore, 2006, ISBN 978-88-6052-010-4.
2. Il figlio della luce [Le Fils de la lumière], traduzione di Federica Niola, Cairo Editore, 2006, ISBN 978-88-6052-014-2.
3. Il fratello del fuoco [Le Frère du feu], traduzione di Federica Niola, Cairo Editore, 2006, ISBN 978-88-6052-028-9.
4. Il prediletto di Iside [L'Aimé d'Isis], traduzione di Federica Niola, Cairo Editore, 2006, ISBN 978-88-6052-078-4.

#### SerieLa Vengeance des Dieux(inedita in Italia)
1. (FR) Chasse à l'homme, 2006.
2. (FR) La Divine Adoratrice, 2007.

#### SerieEt l'Égypte s'éveilla(inedita in Italia)
1. (FR) La Guerre des clans, 2010.
2. (FR) Le Feu du Scorpion, 2010.
3. (FR) L'Œil du Faucon, 2011.

#### SerieIl figlio di Ramses
1. La tomba maledetta [La Tombe maudite], traduzione di Stefania Barontini Conversano, Stefania Barontini Conversano, 2016  [2014], ISBN 978-88-6702-305-9.
2. Il libro proibito [Le Livre interdit], traduzione di Stefania Barontini Conversano, Tre60, 2016  [2015], ISBN 978-88-6702-306-6.
3. Il ladro di anime [Le Voleur d'âmes], traduzione di Maddalena Togliani, Tre60, 2016  [2016], ISBN 978-88-6702-327-1.
4. La città sacra [Le Duel des mages], traduzione di Maddalena Togliani, Tre60, 2016  [2015], ISBN 978-88-6702-328-8.

I quattro titoli sono anche stati raccolti in quest'unico volume:
- Il figlio di Ramses: la grande saga di Setna, Tre60, 2016.

#### Libri per ragazzi
- Il ragazzo che sfidò Ramses il Grande [La Fiancée du Nil], traduzione di Michela Finassi Parolo, Piemme (Il Battello a Vapore), 1997  [1996], ISBN 978-88-384-7704-1.
- Storie e leggende della terra di Ramses [Contes et légendes du temps des pyramides], Mondadori, 1997  [1996].
- Alla scoperta di Ramses: viaggiando nell'antico Egitto [Les Pharaons racontés par Christian Jacq], Mondadori, 1997  [1996].

#### Altri romanzi
- L'architetto [Le Moine et le Vénérable], Mondadori, 2000  [1985].
- La stele nera [Champollion l'Égyptien], SugarCo, 1988  [1987].
- Salomone - Il tempio segreto [Maître Hiram et le roi Salomon], traduzione di Simonetta Franci, Mondadori, 1999  [1989], ISBN 978-88-04-46095-4.
- Per amore di Iside [Pour l'amour de Philæ], traduzione di Sergio Claudio Perroni, Bompiani, 1997  [1990], ISBN 88-452-3552-1.
- L'affare Tutankhamon [L'Affaire Toutânkhamon], traduzione di Francesco Saba Sardi, Bompiani, 1997  [1992].
- Il faraone nero [Le Pharaon noir], traduzione di Francesco Saba Sardi, Mondadori, 1999, ISBN 978-88-04-45383-3.
- Il mago del Nilo: Imhotep e la prima piramide [Imhotep, l'inventeur de l'éternité], traduzione di Marcella Umberti-Bona, Tre60, 2017  [2010], ISBN 978-88-6702-454-4.
- Cleopatra: L'ultima regina d'Egitto [Le Dernier Rêve de Cléopâtre], traduzione di Maddalena Togliani, Tre60, 2017  [2012], ISBN 978-88-6702-386-8.
- Nefertiti: La regina del sole [Néfertiti, l'ombre du soleil], traduzione di Maddalena Togliani, Tre60, 2017  [2013], ISBN 978-88-6702-384-4.
- Il faraone [Pharaon, mon royaume est de ce monde], traduzione di Maddalena Togliani, Tre60, 2019  [2018], ISBN 978-88-670-2548-0.
- Il ritorno della luce. Horemheb: scriba, generale, faraone [Horemheb, le retour de la lumière], traduzione di Maddalena Togliani, Tre60, 2020  [2018], ISBN 978-88-670-2598-5.
- La regina d'oro: La storia di Hatshepsut, la donna che diventò faraone [La femme d'or - la vie miraculeuse de la reine-Pharaon Hatchepsout], traduzione di Maddalena Togliani, Tre60, 2021, ISBN 978-88-670-2690-6.
- Sinuhe: La spia del faraone [La mission secrète de Sinouhé l'Egyptien], traduzione di Maddalena Togliani, Tre60, 2023  [2022], ISBN 978-88-670-2781-1.
- Ramses III. L'ultimo gigante [Ramsès III: Le dernier des géants], traduzione di Valentina Russo, Tre60, 2024  [2023], ISBN 9788867028368.

Altri romanzi inediti in Italia
- (FR) La prodigieuse aventure du Lama Dancing, 1982.
- (FR) L'empire du pape blanc, 1986.
- (FR) La reine soleil: l'aimée de Toutânkhamon, 1998.
- (FR) Barrage sur le Nil, 1994.
- (FR) Djédi le magicien et les chambres secrètes de la grande pyramide, 2003.
- (FR) Que la vie est douce à l'ombre des palmes, 2005.
- (FR) Toutânkhamon, l'ultime secret, 2008.
- (FR) Le Procès de la momie, 2008.
- (FR) J'ai construit la grande pyramide, 2015.
- (FR) Sphinx, 2016.
- (FR) Urgence absolue, 2017.
- (FR) Egypte, l'ultime espoir, 2020.
- (FR) Le Lotus d'Or - Et les trois pyramides du Pharaon Snéfrou, 2024.

### Saggi
- La grande sposa Nefertiti [Akhénaton et Néfertiti, le couple solaire], Mondadori, 1998  [1976]. (')
- Christian Jacq, La massoneria: storia e iniziazione [La Franc-maçonnerie : histoire et initiation], illustrazioni di François Brunier, Mursia, 1975  [1974].
- Il messaggio dei costruttori di cattedrali [Le Message des constructeurs de cathédrales], L'Età dell'Acquario, 2009  [1980]. (precedentemente edito in Italia come Il segreto della cattedrale, Mondadori, 1999)
- La confraternita dei saggi del Nord [La Confrérie des Sages du Nord], L'Età dell'Acquario, 2009  [1980].
- L'Egitto dei grandi faraoni [L'Égypte des grands pharaons : l'histoire et la légende], Mondadori, 1998  [1981].
- Il mondo magico dell'antico Egitto [Le Monde magique de l'Égypte ancienne], Mondadori, 1997  [1983].
- Vita quotidiana dell'antico Egitto [L'Égypte ancienne au jour le jour], Mondadori, 1999  [1985].
- I grandi monumenti dell'antico Egitto [Les Grands Monuments de l'Égypte ancienne], Mondadori, 1998  [1986].
- Christian Jacq, Il viaggio iniziatico ovvero I 33 Gradi della Saggezza [Le Voyage initiatique ou les trente-trois degrés de la sagesse], illustrazioni di Roger Begey, dialogo con Pierre Delœuvre, L'Età dell'Acquario, 2010  [1986].
- La Valle dei Re: storia e scoperta di una dimora eterna [La Vallée des rois: histoire et découverte d'une demeure d'éternité], Mondadori, 1998  [1992].
- L'insegnamento del saggio egizio Ptahhotep: il libro più antico del mondo [L'Enseignement du sage égyptien Ptahhotep: le plus ancien livre du monde], Mondadori, 1998  [1993].
- Conoscere l'antico Egitto [Initiation à l'égyptologie], Mondadori, 1997  [1994].
- Il segreto dei geroglifici: come entrare nel magico mondo degli antichi egizi [Le Petit Champollion illustré : les hiéroglyphes à la portée de tous, ou Comment devenir scribe amateur tout en s'amusant], Piemme, 1995  [1994].
- Il messaggio iniziatico delle cattedrali [Le message initiatique des cathédrales], Mondadori, 2000  [1995].
- Le donne dei faraoni: il mondo femminile dell'antico Egitto [Les Égyptiennes: portraits de femmes de l'Égypte pharaonique], Mondadori, 1997  [1996].
- I segreti dell'antico Egitto: interpretati da Jean-François Champollion [Textes fondamentaux sur l'Égypte ancienne], Mondadori, 1998  [1996].
- La misteriosa sapienza dell'antico Egitto: massime di eterna saggezza [La Sagesse vivante de l'Égypte ancienne], Mondadori, 2000  [1998].
- Testi delle piramidi: manuale di vita [La Tradition primordiale de l'Égypte ancienne: selon les textes des pyramides], Bompiani, 1998.
- Viaggio nell'Egitto dei faraoni [Voyage dans l'Égypte des pharaons avec Christian Jacq], Mondadori, 2004  [2002].
- I grandi saggi dell'Antico Egitto [Les Grands Sages de l'Égypte ancienne. D'Imhotep à Hermès], Mondadori, 2011  [2009].
- Christian Jacq e Philip Plisson, L'Egitto. Fra cielo e Nilo, L'Ippocampo, 2010.
- (FR) Ces femmes qui ont fait l'Egypte, 2018.
- (FR) Dictionnaire de l'ésotérisme égyptien, 2021.
- (FR) La légende d'Isis et d'Osiris: ou la victoire de l'Amour sur la mort, 2022.
- L'eterna luce dei testi delle piramidi, traduzione di Vincenzo Verga, Bonpiani, 2023.
- (FR) Égypte mon amour, le voyage d'une vie, 2025.